# Geobacillus pallidus
G. pallidus é uma espécie do gênero Geobacillus que pode ser distinguida das espécies de Anoxybacillus e outras espécies Geobacillus pelo conteúdo de DNA G + C e os ácidos graxos e perfis de lipídios polares.

### Etimologia
pallidus pálido, referindo-se à cor pálida da colônia.

### Morfologia/Descrição
Bastonetes termofílicos, aeróbios, Gram-positivos e móveis 0,8–0,9 × 2–5 μm, ocorrendo isoladamente e em pares e em cadeias. Forma esporos centrais a elipsoidais terminais a cilíndricos que aumentam ligeiramente os esporângios. As colônias são planas a convexas, circulares ou lobadas, lisas e opacas e atingem diâmetros de 2–4 mm após 4 dias de incubação a 55 ° C. O crescimento ideal ocorre a 60–65 ° C com um mínimo de 37 ° C e um máximo de 65–70 ° C. Cresce em pH 8,0–8,5. Positivo para catalase e oxidase. Caseína, gelatina e ureia não são hidrolisadas; o amido é fracamente hidrolisado; tributirina é hidrolisada. Cresce na presença de NaCl até 10%. Citrato não é utilizado como única fonte de carbono .

### Genética / Molecular
DNA G + C content (mol%): 39–41 (Tm).

Número de acesso EMBL / GenBank (gene 16S rRNA): Z26930 (DSM 3670) 

#### Controvérsia
Filogeneticamente, Geobacillus pallidus provavelmente não pertence a este gênero. No entanto, mais pesquisas são necessárias antes que a reclassificação possa ser estabelecida. 
.